# Smârdioasa
Smârdioasa è un comune della Romania di 2 543 abitanti, ubicato nel distretto di Teleorman, nella regione storica della Muntenia. 
Il comune è formato dall'unione di 2 villaggi: Smârdioasa e Șoimu.